# 高田馨
高田馨（たかだ かおる、1915年7月19日-1995年7月27日）は、日本の経営学者。
福井県武生市出身。1941年大阪商科大学経営学科卒、59年「経営共同体の原理」で大阪大学経済学博士。1949年彦根経済専門学校教授、1952年名古屋大学助教授、1959年大阪大学経済学部教授、79年定年退官となり名誉教授、追手門学院大学教授を務めた。

## 著書
- 『銀行簿記原理』三笠書房 経営経済学大系 1951
- 『経営共同体の原理 ニックリッシュ経済学の研究』森山書店 1957
- 『経営の職能的構造 経営分業の原理』千倉書房 1959
- 『ドイツの職務評価』千倉書房 1965
- 『経営成果の原理』千倉書房 1969
- 『経営の目的と責任 経営の主体・環境論の根本問題』日本生産性本部 1970
- 『成果分配論』丸善 経営学全書 1971
- 『経営者の社会的責任』千倉書房 1974
- 『経営目的論』千倉書房 1978
- 『経営学の対象と方法 経営成果原理の方法論的省察』千倉書房 1987
- 『経営の倫理と責任』千倉書房 1989

### 共編著
- 『日本的経営の特質』末松玄六,細井卓共編 ダイヤモンド社 1974
- 『企業の環境適応 実証分析』編著 中央経済社 1975

### 翻訳
- エーリッヒ・グーテンベルグ『経営経済学原理 第1巻 (生産編)』溝口一雄共訳 千倉書房 1957
- エ・コジオール『計画原価計算』山田一郎共訳 森山書店 1963
- エーリッヒ・コジオール『公正賃金の原理』千倉書房 1965
- サットン等著『アメリカの経営理念』長浜穆良共訳 日本生産性本部 アメリカ経営学全書 1968

## 論文
- <高田馨